# Пантелеево (Нефедовский сельсовет, Вологодский район)
Пантелеево — упразднённая деревня в Вологодском районе Вологодской области.
Входила в состав Новленского сельского поселения (с 1 января 2006 года по 8 апреля 2009 года входила в Нефедовское сельское поселение), с точки зрения административно-территориального деления — в Нефедовский сельсовет.
Расстояние до районного центра Вологды по автодороге — 90 км, до центра муниципального образования Новленского по прямой — 27 км. Ближайшие населённые пункты — Кузьминское, Бакланиха, Вахнево.
По данным переписи в 2002 году постоянного населения не было.
9 января 2021 года упразднена.